# Benben
Segons els antics egipcis, Benben era el monticle que va sorgir de les aigües primordials i on es va instal·lar el déu Atum.
La pedra Benben és la pedra superior de la piràmide egípcia (piramidó) i que també està relacionada amb l'obelisc.

## El monticle primigeni
Els antics egipcis creien que, abans que existís l'univers, el caos es manifestava en un oceà primigeni anomenat Nun. En aquest es trobava l'essència d'Atum, el déu creador, el primer acte del qual va ser constituir-se a si mateix. Va ser aleshores quan va emergir el Benben de l'oceà, el monticle primigeni, el primer tros de terra. El monticle va quedar envoltat pel Nun, i al cim es va posar un falcó, símbol del déu solar que a partir de llavors il·luminava tot el que creava.
En els Textos de les Piràmides (com per exemple les línies 587 i 600), el mateix Atum és referit a vegades com a «monticle». Es diu que s'havia convertit en una petita piràmide, situada a Iunu, i que Atum vivia en el seu interior. Altres ciutats van desenvolupar els seus propis mites del monticle primigeni. A Memfis, el déu Tatenen, un déu de la terra i l'origen de «totes les coses en la forma d'aliments i vitualles, ofrenes divines, i de totes les coses bones» era la personificació del monticle primigeni.

## La pedra benben

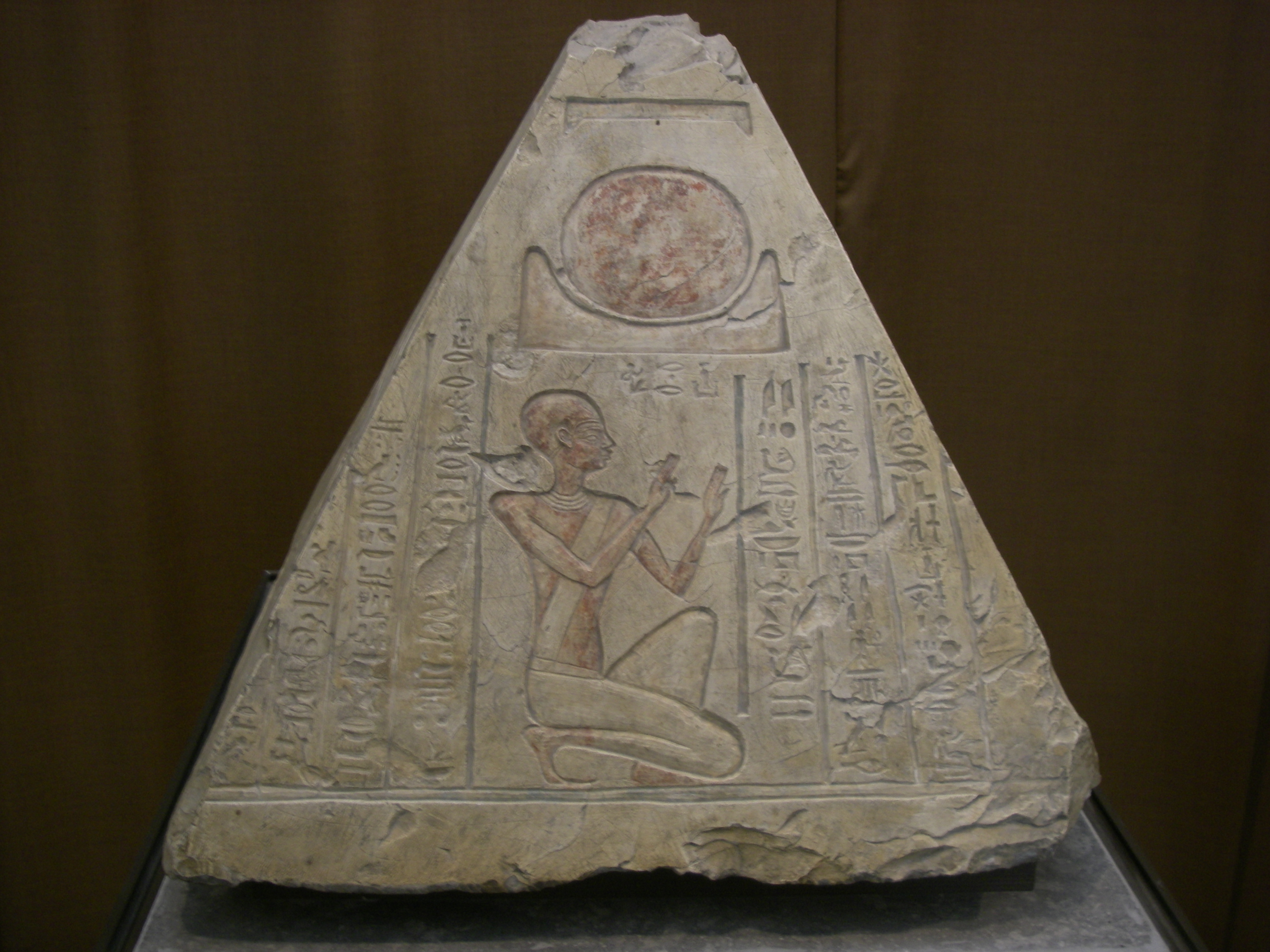
Representació del Benben, amb el disc solar surgint entre dues muntanyes.

La pedra Benben, coneguda posteriorment com el «monticle», era una pedra sagrada del temple egipci de Ra a Heliòpolis. Era el lloc on queien els primers raigs del Sol. Es creu que va ser el prototip per a posteriors obeliscs i la pedra angular de les grans piràmides, que es van basar en el seu disseny. El toc final o la punta de la piràmide també es diu piramidó. Probablement, a l'antic Egipte era daurat, de manera que brillaven sota la llum solar. Moltes d'aquestes pedres benben, sovint tallades amb imatges i inscripcions, es troben en museus de tot el món.
L'au fènix, (bennu, en l'antic Egipte), va ser venerat en Heliòpolis, on es deia que vivia al Benben o al «Sant salze».
D'acord amb Barry Kemp la connexió entre el benben, l'au fènix i el Sol va poder haver estat basada en l'al·literació: «l'ascens del Sol (weben) que envia els seus raigs cap al Benben, on viu l'au fènix (bennu)».
Les línies 600 i 1652 dels Textos de les Piràmides, parla d'Atum com «et vas aixecar, com el benben, a la mansió de la benu en Heliòpolis».

## Desenvolupament històric

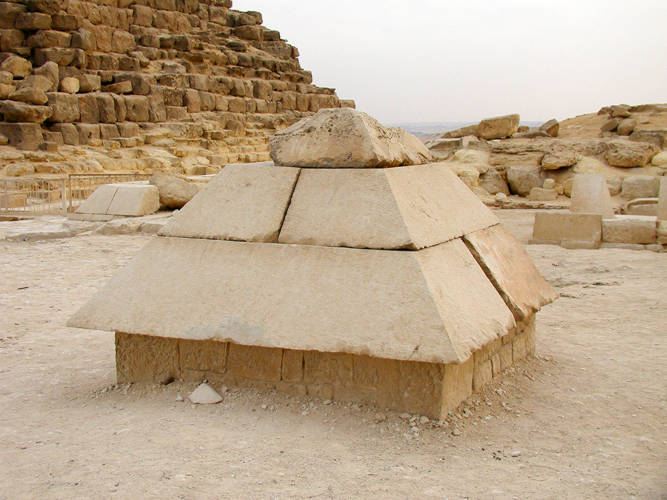
Reconstrucció del piramidó d'una de les piràmides de l'altiplà de Guiza, que simbolitza la pedra benben.

Des dels primers temps, la representació del Benben va ser estilitzat de dues maneres; la primera va ser com una forma punxeguda, piramidal, que probablement va ser el model de les piràmides i els obeliscs. L'altra forma era amb la punta arrodonida i que probablement fos l'origen del Benben com un objecte votiu i de veneració.
Durant la dinastia V d'Egipte, la representació del Benben es va formalitzar com un obelisc a la gatzoneta. Més tard, durant el Regne Mitjà d'Egipte, aquesta representació va esdevenir un obelisc llarg i prim.
En la tomba de Panehesy, del Període d'Amarna, es veu un gran Benben amb la punta superior arrodonida i amb la seva base sobre una plataforma elevada.